# Loče, Bekštanj
Loče (nemško Latschach) je naselje v Občini Bekštanj v Okraju Beljak-dežela na Koroškem v Avstriji.